# Ray Borg
Ray Borg (Albuquerque, 4 agosto 1993) è un lottatore di arti marziali miste statunitense.
Combatte nella divisione dei pesi mosca per la promozione UFC.
Per i ranking ufficiali dell'UFC è il contendente numero 10 nella divisione dei pesi mosca.

## Carriera nelle arti marziali miste

### Ultimate Fighting Championship
Dopo sei vittorie di fila Borg attrae l'interesse della promozione UFC, che nell'aprile 2014 lo mette sotto contratto. Compie immediatamente il suo debutto il 19 aprile contro Dustin Ortiz a UFC on Fox: Werdum vs. Browne, venendo sconfitto via decisione non unanime e subendo così la prima sconfitta da professionista.
Per il suo prossimo incontro avrebbe dovuto combattere Ryan Benoit all'evento UFC Fight Night: Swanson vs. Stephens, ma quest'ultimo si ritira dalla sfida a causa di un infortunio ed è sostituito dal debuttante Shane Howell. Il lottatore di Albuquerque centrerà la prima vittoria in UFC tramite sottomissione al primo round, guadagnandosi tra l'altro il premio Performance of the Night.

## Risultati nelle arti marziali miste
| Risultato | Record | Avversario         | Metodo                                   | Evento                                     | Data             | Round | Tempo | Città                     | Note                                                                        |
| --------- | ------ | ------------------ | ---------------------------------------- | ------------------------------------------ | ---------------- | ----- | ----- | ------------------------- | --------------------------------------------------------------------------- |
| Sconfitta | 13-5   | Ricky Simon        | Decisione (non unanime)                  | UFC Fight Night: Smith vs. Teixeira        | 13 maggio 2020   | 3     | 5:00  | Jacksonville, Stati Uniti |                                                                             |
| Vittoria  | 13-4   | Rogério Bontorin   | Decisione (unanime)                      | UFC Fight Night: Anderson vs. Błachowicz 2 | 15 febbraio 2020 | 3     | 5:00  | Rio Rancho, Stati Uniti   | Ritorno nei pesi mosca. Incontro catchweight. Borg manca il taglio del peso |
| Vittoria  | 12-4   | Gabriel Silva      | Decisione (unanime)                      | UFC on ESPN: dos Anjos vs. Edwards         | 20 luglio 2019   | 3     | 5:00  | San Antonio, Stati Uniti  |                                                                             |
| Sconfitta | 11-4   | Casey Kenney       | Decisione (unanime)                      | UFC on ESPN: Barboza vs. Gaethje           | 30 marzo 2019    | 3     | 5:00  | Filadelfia, Stati Uniti   | Ritorno nei pesi gallo. Incontro catchweight. Borg manca il taglio del peso |
| Sconfitta | 11-3   | Demetrious Johnson | Sottomissione (flying armbar)            | UFC 216: Ferguson vs. Lee                  | 7 ottobre 2017   | 5     | 3:15  | Las Vegas, Stati Uniti    | Per il titolo dei Pesi Mosca UFC                                            |
| Vittoria  | 11-2   | Jussier Formiga    | Decisione (unanime)                      | UFC Fight Night: Belfort vs. Gastelum      | 11 marzo 2017    | 3     | 5:00  | Fortaleza, Brasile        |                                                                             |
| Vittoria  | 10-2   | Louis Smolka       | Decisione (unanime)                      | UFC 207: Nunes vs. Rousey                  | 30 dicembre 2016 | 3     | 5:00  | Las Vegas, Stati Uniti    | Incontro catchweight. Borg manca il taglio del peso                         |
| Sconfitta | 9-2    | Justin Scoggins    | Decisione (unanime)                      | UFC Fight Night: Hendricks vs. Thompson    | 6 febbraio 2016  | 3     | 5:00  | Las Vegas, Stati Uniti    |                                                                             |
| Vittoria  | 9-1    | Geane Herrera      | Decisione (unanime)                      | UFC Fight Night: Teixeira vs. Saint Preux  | 8 agosto 2015    | 3     | 5:00  | Nashville, Stati Uniti    | Incontro catchweight. Borg manca il taglio del peso                         |
| Vittoria  | 8-1    | Chris Kelades      | Sottomissione (kimura)                   | UFC Fight Night: Henderson vs. Thatch      | 14 febbraio 2015 | 3     | 2:56  | Broomfield, Stati Uniti   | Performance of the Night                                                    |
| Vittoria  | 7-1    | Shane Howell       | Sottomissione tecnica (rear-naked choke) | UFC Fight Night: Swanson vs. Stephens      | 28 giugno 2014   | 1     | 2:17  | San Antonio, Stati Uniti  | Performance of the Night                                                    |
| Sconfitta | 6-1    | Dustin Ortiz       | Decisione (non unanime)                  | UFC on Fox: Werdum vs. Browne              | 19 aprile 2014   | 3     | 5:00  | Orlando, Stati Uniti      |                                                                             |
| Vittoria  | 6-0    | Nick Urso          | Sottomissione (rear-naked choke)         | Legacy FC 30                               | 4 aprile 2014    | 2     | 4:01  | Albuquerque, Stati Uniti  |                                                                             |
| Vittoria  | 5-0    | Jeimeson Saudino   | Sottomissione (rear-naked choke)         | SCS 20                                     | 23 novembre 2013 | 2     | 4:22  | Hinton, Stati Uniti       | Vince il titolo Pesi Mosca SCS                                              |
| Vittoria  | 4-0    | Angelo Sanchez     | Decisione (unanime)                      | Triple A MMA 3: North vs. South            | 18 agosto 2013   | 2     | 4:22  | Albuquerque, Stati Uniti  |                                                                             |
| Vittoria  | 3-0    | Lee Lindow         | KO tecnico (pugni)                       | KOTC: World Championships                  | 25 maggio 2013   | 1     | 1:59  | Scottsdale, Stati Uniti   |                                                                             |
| Vittoria  | 2-0    | Peter Baltimore    | Sottomissione tecnica (rear-naked choke) | KOTC: Regulators                           | 19 gennaio 2013  | 1     | 4:03  | Scottsdale, Stati Uniti   |                                                                             |
| Vittoria  | 1-0    | Gene Perez         | Sottomissione (rear-naked choke)         | KOTC: Ignite                               | 11 agosto 2012   | 1     | 3:01  | Santa Fe, Stati Uniti     |                                                                             |